# Trichestra
Trichestra é um gênero de traça pertencente à família Arctiidae.